# Joan Villarroya i Font
Joan Villarroya i Font (Badalona, 1953) és un historiador català, especialitzat en història militar, la guerra civil espanyola i el franquisme.
És doctor en Història per la Universitat de Barcelona. Actualment és catedràtic d'història contemporània i professor titular d'aquesta disciplina a la Universitat de Barcelona. Està especialitzat i té com a línies de recerca la història militar, la guerra civil espanyola, el franquisme, amb diverses publicacions al llarg de la seva vida, i la monarquia espanyola, sobre la qual va publicar el llibre Els borbons en pilotes (2012). Ha estat també director del Museu de Badalona, i pregoner de les Festes de Maig de Badalona el 2003.

## Obres
Ha escrit, entre d'altres, les següents obres, moltes d'elles en col·laboració amb Josep Maria Solé i Sabaté:

### Publicacions
- Els bombardeigs de Barcelona durant la Guerra Civil (1981)
- La repressió en la guerra i en la postguerra a la comarca del Maresme (1936-1945), amb J. M. Solé (1983)
- Revolució i Guerra Civil a Badalona: 1936-1939 (1985)
- Catalunya sota les bombes (1936-1939), amb J. M. Solé (1986)
- L'ocupació militar de Catalunya: març 1938-febrer 1939, amb J. M. Solé (1987)
- La repressió a la rereguarda a la comarca del Maresme (1936-1945), amb J. M. Solé (1989)
- L'exèrcit i Catalunya (1898-1936): la premsa militar espanyola i el fet català (1990)
- Cronologia de la repressió de la llengua i la cultura catalanes: 1936-1975, amb J. M. Solé (1993)
- Història de Badalona (Director, 1999)
- 1939, derrota i exili (2000)
- Desterrats. L'exili català de 1939 (2002)[1]
- El refugi 307: la Guerra Civil i el Poble-Sec, 1936-1939 (2002)
- España en llamas: la Guerra Civil desde el aire, amb J. M. Solé (2003)
- Breu història de la Guerra Civil a Catalunya, amb J. M. Solé (Directors, 2005)
- Guerra i propaganda: fotografies del Comissariat de Propaganda de la Generalitat de Catalunya (1936-1939), amb J. M. Solé (2006)
- La immigració a Badalona durant el segle XX, amb M. Carreras i E. Ferrando (Directors, 2006)
- Atles de la Guerra Civil a Catalunya, amb V. Hurtado i A. Segura (2010)
- El País Valencià sota les bombes (1936-1939), amb R. Aracil (2010)
- Els borbons en pilotes (Cossetània, 2012)[4]